# Mia Backman
Mia Backman (17 de noviembre de 1877-26 de marzo de 1958) fue una actriz y directora teatral finlandesa. 

## Biografía
Su nombre completo era Amanda Maria Backman, y nació en Janakkala, Finlandia, siendo sus padres Anders Gustaf Backman y Josefina Bäck. A los dos años de edad su familia se mudó a Helsinki, ciudad en la que su padre obtuvo un puesto trabajando en escenarios teatrales, motivo por el cual el ambiente del Teatro Nacional de Finlandia fue algo familiar para Mia. Su madre falleció siendo ella joven y, a pesar de las dificultades económicas, ingresó en la escuela mixta Helsingin Suomalainen Yhteiskoulu. Sin embargo, su afición por el teatro hizo que acabara interrumpiendo sus estudios.
La carrera teatral de Backman se inició actuando en sueco en el Svenska Inhemska Teatern (Turku) en el año 1894. Posteriormente pasó al Folkteatern de Helsinki, desde el cual se trasladó a Víborg a solicitud del empresario Juho Lallukka. Allí tuvo importantes papeles de prima donna, aunque la lengua utilizada fue el finlandés. 
Backman se inició como directora teatral en el otoño de 1914 en el teatro de Helsinki Kansan Näyttämö. Aunque intentó despolitizar el repertorio teatral de la institución, su país se dirigía a la Guerra civil, por lo cual de manera inevitable las representaciones reflejaron los enfrentamientos políticos. En el otoño de 1918 pasó a dirigir en el Tampereen Teatteri de Tampere. En ese teatro también actuó, siendo su primer papel el de Katri en Daniel Hjort. 
En el otoño de 1922 Backman volvió a la capital para dirigir el Kansan Näyttämö, logrando recuperar la situación económica del teatro. Allí trabajó en estrecha colaboración con los actores Sven Hildén y Eine Laine, siendo criticada por favorecer a Hildén en la elección de sus papeles protagonistas. Backman viajaba mucho, y recibió una gran influencia alemana en la elección de las obras a representar, en particular del expresionismo. En sus últimos años en el Kansan Näyttämö, Mia Backman representó la obra de Marc Connelly The Green Pastures, produciéndose un acalorado debate sobre la blasfemia que llegó incluso al Parlamento del país.
Backman se retiró como actriz teatral en el año 1933, pero continuó dirigiendo, aunque a un menor ritmo. El 21 de febrero de 1945 fue premiada con la Medalla Pro Finlandia por su trayectoria artística. Además, fue nombrada Consejera Teatral en 1952. Aparte de su actividad como directora y actriz, Backman fue cofundadora en 1957 de la Fundación Ida Aalberg.
Para la gran pantalla, Backman actuó en tres películas mudas y en tres sonoras. Debutó ante las cámaras en 1913 con Nuori luotsi. Eräs elämän murhenäytelmä, rodada en 1916, no llegó a estrenarse por culpa de la censura. En el año 1933 Backman interpretó el papel de suegra en la cinta Voi meitä! Anoppi tulee.
Mia Backman falleció en Helsinki en el año 1958. Tuvo un hijo actor y director teatral, Fritz-Hugo Backman.

## Filmografía
- 1913 : Nuori luotsi
- 1915 : Kesä
- 1916 : Eräs elämän murhenäytelmä
- 1931 : Rovastin häämatkat
- 1933 : Voi meitä! Anoppi tulee
- 1954 : Leena